# Danay García

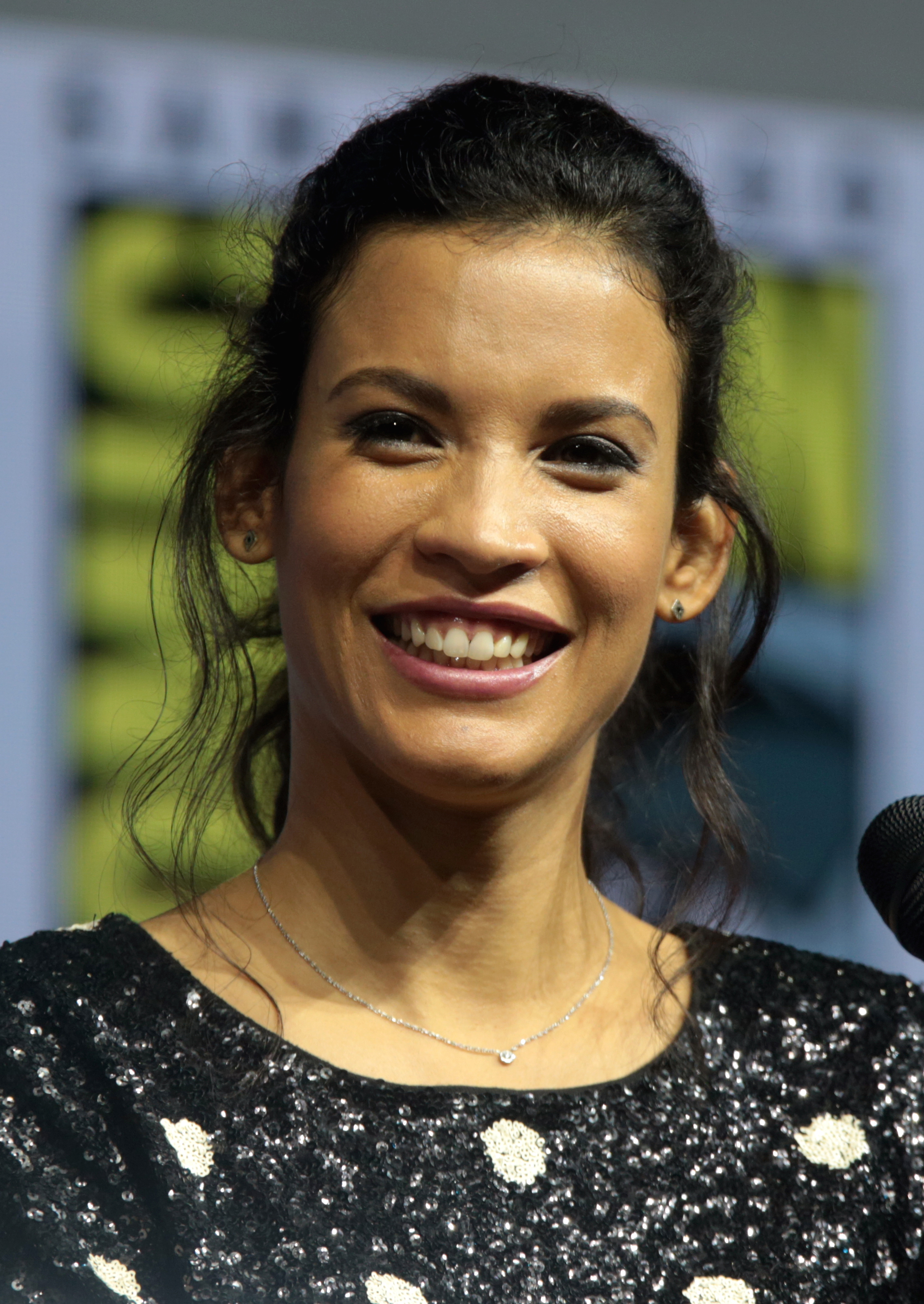
Danay Garcia (2018)

Danay García (ur. 5 lipca 1984 w Hawanie) – kubańska aktorka, która wystąpiła m.in. w serialach Fear the Walking Dead i Skazany na śmierć.

## Życiorys
W 2003 roku przyjechała do Stanów Zjednoczonych. Pierwszym przełomem w jej karierze była rola Sofii w serialu telewizji Fox Skazany na śmierć (Prison Break). Na castingu producenci serialu prosili Danay o zagranie roli Sofii i Sary. Chcieli w ten sposób sprawdzić jak sobie poradzi w różnych rolach.

## Filmografia
- 2006: Danika jako Myra
- 2007: CSI: Kryminalne zagadki Miami (CSI: Miami) jako Camille Tavez
- 2007-2009: Skazany na śmierć (Prison Break) jako Sofia Lugo[1]
- 2009: Z Meksyku z miłością (From Mexico with Love) jako Maria
- 2011: Rehab[1] jako Michelle Lopez
- 2014: Liz en Septiembre jako Coqui
- 2016: Boost[1] jako Shereen Montes
- 2016–2023: Fear the Walking Dead[2] jako Luciana[1]
- 2017: Snajper: Ostatni strzał jako Kate Estrada
- 2017: Avenge the Crows jako Loca
- 2021: Spiked jako Diana
- 2021: Baby Money jako Minny (inny tyt. Dead End[2])